# Musée du papier peint

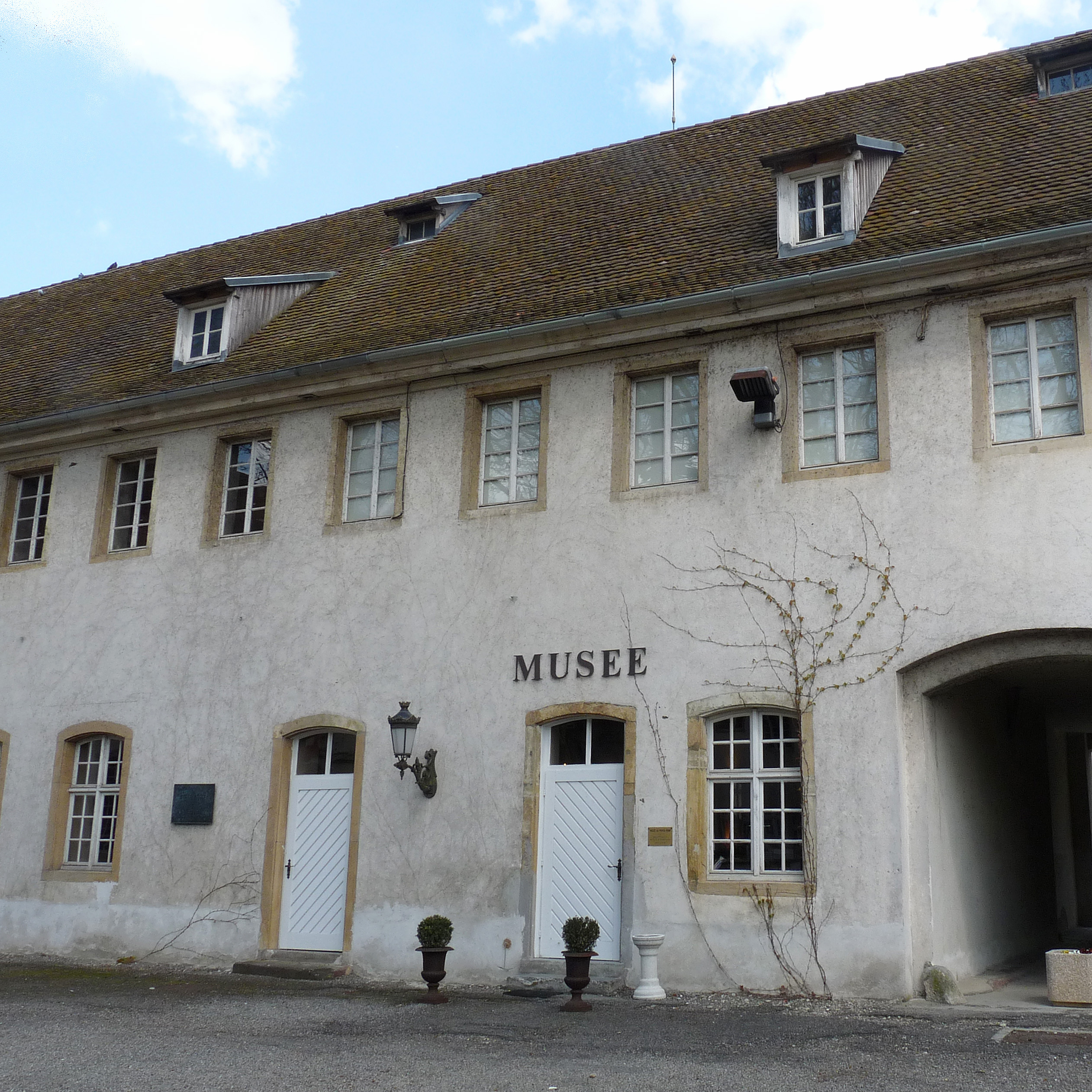
Musée du papier peint

Het Musée du papier peint (MPP) (Behangpapiermuseum) is een museum in het Franse Rixheim, een voorstadje van Mulhouse. Het museum is gewijd aan de geschiedenis en de productie van behang. In Rixheim was al sinds 1797 behangindustrie gevestigd (manufacture Hartmann Risler & Cie, die in 1802 de Manufacture Zuber et Cie werd). Het museum werd geopend op 24 september 1983. De collectie van het museum omvat behangpapier uit de 18de tot de 21ste eeuw. In het museum hangt ook panoramisch behangpapier (papiers peints panoramiques), waaronder L'Eldorado, L'Hindoustan et en Les vues d'Amérique du Nord. Het museum is ondergebracht in een oude commanderij en is erkend als Musée de France.